# Лаггути

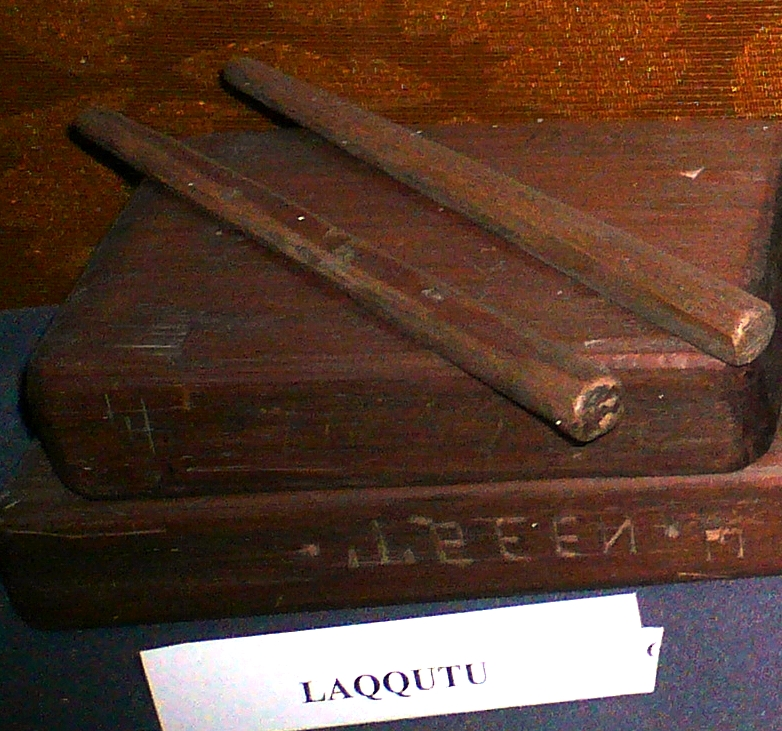
Лаггути в Государственном музее музыкальной культуры Азербайджана в Баку

Лаггути, Лакто, или Лаггуту (тал. Lagguti, Lakto, азерб. Laqqutu, Laqquti) — талышский народный ударный музыкальный инструмент, распространённый, в основном, в музыкальном фольклоре юга Азербайджана, в таких районах, как Лерикский, Астаринский, Ленкоранский, Масаллинский, Джалилабадский. Имеет особый звуковой ритм, и веками использовался талышами, как ударный инструмент. Один из самых распространённых ударных инструментов в народной музыке Азербайджана.

## Этимология
Этимология названия инструмента связана с его тембром, так как при игре на нём издаются звуки, похожие на само название.

## Описание
Лаггути изготаливаемый из дерева, веками использовался в качестве домашнего музыкального инструмента, а современный образец выставлен в Историко-этнографическом музее города Лерика. Поскольку он имеет полую форму, исполнитель может добиться определенного ритма и звука, ударяя по нему двумя палками. Профессор Гамаршах Джавадов беседуя со 154-летним Ширали Муслимовым в селе Барзаву Лерикского района в июле 1969 года, выяснил, что его свадьба прошла с «лаггути».
Лаггути можно отнести к группе ксилофонно-ударных инструментов с деревянным звучанием. В середине XIX века «лаггути» использовался, как музыкальный инструмент в быту талышей. Лаггути как ударный инструмент привлек внимание исследователей фольклора гораздо позже - в 1980-х годах XX века.
Лаггути имеет широкое распространение в Лерикском районе. В селе Мондиго Лерикского района Азербайджана организован танцевальный ансамбль под название "Лакто", название выбрано, чтобы музыкальный инструмент не позабылся.

## Конструкция
Состоит из двух прямоугольных деревянных ящиков разного размера. Поскольку верхняя часть полости тоньше нижней, во время исполнения получается особый тембр. В связи с этим возникает специфический тембр звука. На лаггути играют двумя деревянными палочками, предварительно поставив его на столик. Изготавливают инструмент из абрикоса, ореха, букового, тутового дерева.
Наиболее распространенная его разновидность имеет величину 250x125 мм; четырёхугольный деревянный корпус (50 мм).
Говоря о строении лаггути, его включают в группу древних музыкальных инструментов, указывая, что тот факт, что некоторые домашние песни до сих пор исполняются под ударные инструменты, свидетельствует о том, что такие инструменты имеют древнюю историю среди талышей.